# یواس‌اس جیمتا (اس‌پی-۸۷۸)
یواس‌اس جیمتا (اس‌پی-۸۷۸) (به انگلیسی: USS Jimetta (SP-878)) یک کشتی بود که طول آن ۶۵ فوت (۲۰ متر) بود. این کشتی در سال ۱۹۱۵ ساخته شد.